# Xã Buckman, Quận Morrison, Minnesota
Xã Buckman (tiếng Anh: Buckman Township) là một xã thuộc quận Morrison, tiểu bang Minnesota, Hoa Kỳ. Năm 2010, thị trấn này có dân số là 733 người.